# Muyuka
Muyuka è un centro abitato del Camerun, situato nella Regione del Sudovest.